# Enchophyllum quinquemaculata
Enchophyllum quinquemaculata är en insektsart som beskrevs av Leon Fairmaire. Enchophyllum quinquemaculata ingår i släktet Enchophyllum och familjen hornstritar. Inga underarter finns listade i Catalogue of Life.